# Дегтярёв, Анатолий Григорьевич
Анатолий Григорьевич Дегтярёв (27 июня 1949, Москва) — советский футболист, выступавший на позиции атакующего полузащитника, советский и российский футбольный тренер. Чемпион СССР 1976 года (осень), обладатель Кубка СССР 1972 года в составе московского «Торпедо». Всего в высшей лиге СССР сыграл 184 матча и забил 27 голов. Мастер спорта СССР (1970).

## Биография

### Карьера игрока
Воспитанник футбольной школы СК «Подшипник» (Москва). С 1966 года выступал за дубль московского «Торпедо». За первую команду автозаводцев дебютировал 15 июня 1969 года в игре чемпионата СССР против одноклубников из Кутаиси. Первый гол в чемпионате страны забил 24 апреля 1970 года в ворота донецкого «Шахтёра».
Обладатель Кубка СССР 1972 года, принимал участие в обоих финальных матчах с московским «Спартаком». В полуфинале, 28 июля 1972 года стал автором хет-трика в матче против ЦСКА (4:1).
12 июля 1976 года стал автором 1500-го гола в истории «Торпедо», забив мяч в ворота киевского «Динамо».
Чемпион СССР в осеннем сезоне 1976 года, сыграл в 11 матчах из 15-ти, проведённых командой, и забил один гол. На следующий сезон стал бронзовым призёром чемпионата страны и финалистом Кубка СССР (играл в финальном матче против московского «Динамо»).
Всего в составе «Торпедо» сыграл 170 матчей (27 голов) в высшей лиге СССР, 22 матча (4 гола) в Кубке СССР, один матч в Кубке обладателей Кубков (1973/74) и два матча (три гола) в Кубке УЕФА (1975/76).
В 1978 году выступал за московский «Локомотив» в высшей лиге, сыграл 14 матчей, но игроком основного состава так и не стал. В течение трёх следующих лет играл в Рыбинске, затем несколько лет выступал за клубную команду «Торпедо» в чемпионате Москвы.
Выступал за вторую сборную СССР в контрольном матче против первой сборной (1974).

### Тренерская карьера
В 1982 году был ассистентом главного тренера рыбинского «Сатурна». Вернувшись в Москву, стал детским тренером, много лет работал в школе «Торпедо». Среди его воспитанников — Дмитрий Карсаков. В 2010-е годы работал в школе «Спартака-2».